# جینا پیستول
جینا پیستول (رومانیایی: Gina Pistol؛ زاده ۹ دسامبر ۱۹۸۰) بازیگر، مجری تلویزیون و مدل اهل رومانی است.
از فیلم‌ها یا مجموعه‌های تلویزیونی که وی در آن‌ها نقش داشته‌است، می‌توان به مارگو اشاره نمود.